# Luta (województwo świętokrzyskie)
Luta – wieś w Polsce położona w województwie świętokrzyskim, w powiecie koneckim, w gminie Stąporków.
W latach 1975–1998 miejscowość administracyjnie należała do województwa kieleckiego.
Przez wieś przechodzi  żółty szlak turystyczny z Końskich do Serbinowa oraz  zielony szlak rowerowy z Sielpii Wielkiej do Błotnicy.

Wierni kościoła rzymskokatolickiego należą do parafii św. Barbary w Krasnej.

## Historia
W wieku XIX folwark Luta należał do dóbr hrabiego Tarnowskiego. Wieś, wówczas w parafii Odrowąż, posiadała 32 domy i 214 mieszkańców. 

W czasie okupacji niemieckiej we wsi odbyły się dwie pacyfikacje. W pierwszej 18.04.1943 roku policjanci niemieccy zamordowali 8 osób; w tym 3 mężczyzn, kobietę i trójkę dzieci. Przeciwko oddziałom pacyfikacyjnym wystąpił oddział partyzancki Gwardii Ludowej pod dowództwem "Narbutta". W drugiej pacyfikacji w nocy z 21 na 22.04.1943 Policja otoczyła wieś podpalając zabudowania oraz mordując 22 osoby. Część mieszkańców wywieziono do więzienia w Końskich. Po wojnie ku czci pomordowanych zbudowano szkołę - pomnik. W 1966 roku umieszczono płytę upamiętniającą miejsce walki partyzantów GL.
Decyzją władz gminy Stąporków, budynek byłej szkoły podstawowej został wykorzystany od 2005 r. na potrzeby tworzącego się wówczas ośrodka "Leczenia, Terapii i Rehabilitacji Uzależnień dla Dzieci i Młodzieży w Lutej". Po trzech latach adaptacji i remontów w roku 2008 ośrodek został otwarty, funkcjonuje z powodzeniem do czasów obecnych.